# Nothomyia parvicornis
Nothomyia parvicornis är en tvåvingeart som beskrevs av James 1939. Nothomyia parvicornis ingår i släktet Nothomyia och familjen vapenflugor. Inga underarter finns listade i Catalogue of Life.